# Daniel Plaza
Daniel Plaza Montero (Barcelona, 3 juli 1966) is een voormalige Spaanse snelwandelaar. Hij werd met snelwandelen olympisch kampioen en meervoudig Spaans kampioen.
Zijn grootste succes behaalde Plaza in zijn geboortestad Barcelona bij de Olympische Zomerspelen 1992, waar hij de gouden medaille won op de 20 km snelwandelen. In 1990 won hij in dezelfde discipline zilver op de Europese kampioenschappen in Split en in 1993 brons bij de WK in Stuttgart.
Een schaduw kwam er over de carrière van Daniel Plaza, toen hij in 1996 na de Spaanse kampioenschappen positief werd bevonden op nandrolon. Hij beweerde dat deze positieve test werd veroorzaakt door toepassing van cunnilingus bij zijn zwangere vrouw. Hij werd desalniettemin voor twee jaar geschorst. Hiertegen spande hij een rechtszaak aan, die hij uiteindelijk in 2006 won.
In zijn actieve tijd was hij aangesloten bij  Valencia CA, Sideco, CEMA Prat en La Seda.

## Titels
- Olympisch kampioen 20 km snelwandelen 1992
- Spaans kampioen 20 km snelwandelen 1986, 1989, 1996
- Spaans kampioen 50 km snelwandelen 1999

## Persoonlijke records
| Onderdeel          | Prestatie | Datum         | Plaats            |
| ------------------ | --------- | ------------- | ----------------- |
| 20 km snelwandelen | 1:20.40   | 19 april 1997 | Poděbrady         |
| 50 km snelwandelen | 3:44.24   | 5 maart 1995  | Palma de Mallorca |

## Prestaties
| Jaar | Wedstrijd                          | Plaats      | Resultaat | Extra    |
| ---- | ---------------------------------- | ----------- | --------- | -------- |
| 1985 | EJK                                | Cottbus     | 2e        | 10.000 m |
| 1987 | Middellandse Zeespelen             | Latakia     | 3e        | 20 km    |
| 1988 | OS                                 | Seoel       | 12e       | 20 km    |
| 1988 | Ibero Amerikaanse Kampioenschappen | Mexico-Stad | 3e        | 20 km    |
| 1990 | EK                                 | Split       | 2e        | 20 km    |
| 1991 | Middellandse Zeespelen             | Athene      | 2e        | 20 km    |
| 1992 | OS                                 | Barcelona   | 1e        | 20 km    |
| 1993 | WK                                 | Stuttgart   | 3e        | 20 km    |
| 1996 | OS                                 | Atlanta     | 11e       | 20 km    |
| 1997 | Wereldbeker snelwandelen           | Poděbrady   | 20e       | 20 km    |
| 1997 | WK                                 | Athene      | 10e       | 20 km    |

1956: Leonid Spirin ·
1960: Volodymyr Holoebnytsjy ·
1964: Ken Matthews ·
1968: Volodymyr Holoebnytsjy ·
1972: Peter Frenkel ·
1976: Daniel Bautista ·
1980: Maurizio Damilano ·
1984: Ernesto Canto ·
1988: Jozef Pribilinec ·
1992: Daniel Plaza ·
1996: Jefferson Pérez ·
2000: Robert Korzeniowski ·
2004: Ivano Brugnetti ·
2008: Valeri Bortsjin ·
2012: Chen Ding ·
2016: Wang Zhen ·
2020: Massimo Stano ·
2024: Brian Pintado